# Florence de Mèredieu
Florence de Mèredieu, née le 31 mai 1944, est une écrivaine, essayiste, philosophe, critique d'art et historienne de l'art française.

## Biographie
Florence de Mèredieu, née en 1944, a reçu, à la Sorbonne, une formation initiale de philosophie. Maître de conférences, elle a enseigné la philosophie de l'art et l'esthétique à l'université Paris-1 Panthéon-Sorbonne. Elle est spécialiste d'Antonin Artaud ainsi que de l'art moderne et contemporain.

## Œuvres
- Le Dessin d'enfant, éditions Universitaires, 1974. Nouvelle édition augmentée, Paris, Éditions Blusson, 1990.
- Une si petite anthropophage, Paris, Éditions des Femmes, 1981.
- Antonin Artaud, portraits et gris-gris, Paris, Blusson, 1984. Nouvelle édition augmentée, 2008. Nouvelle édition enrichie de 22 hors texte couleur, 2019.
- Télévision la lune, Paris, Éditions des Femmes, 1985.
- Le Film publicitaire, Paris, Henri Veyrier, 1985.
- André Masson. Les dessins automatiques, Paris, Blusson, 1988.
- Antonin Artaud, les couilles de l'ange, Paris, Blusson, 1992.
- Antonin Artaud, voyages, Paris, Blusson, 1992.
- Borges and Borges illimited, Paris, Blusson, 1993.
- Histoire matérielle et immatérielle de l'art moderne, Paris, Bordas, 1994.
- Sur l'électrochoc, le cas Antonin Artaud, Paris, Blusson, 1996.
- « Hôtel des Amériques ». Essai sur l'art américain, Paris, Blusson, 1996.
- Duchamp en forme de ready-made, Paris, Blusson, 2000.
- Kant et Picasso. Le bordel philosophique, Paris, Jacqueline Chambon, 2000.
- Arts et nouvelles technologies. Art vidéo, art numérique, Paris, Larousse, 2003. Nouvelle édition augmentée, 2005.
- Histoire matérielle et immatérielle de l'art moderne et contemporain, Paris, Larousse, 2004. Nouvelle édition augmentée, Paris, Larousse, 2017.
- C'était Antonin Artaud, biographie, Paris, Fayard, 2006  (ISBN 2-213-62525-5)
- La Chine d'Antonin Artaud. Le Japon d'Antonin Artaud, Paris, Blusson, 2006.
- Et Beckett se perdit dans les roses, Paris, Blusson, 2007.
- L'Affaire Artaud. Journal ethnographique, Paris, Fayard, 2009.
- « L'être de l'étant » de la tatane de Van Gogh, Paris, Blusson, 2011.
- Van Gogh. L'argent, l'or, le cuivre, la couleur, Paris, Blusson, 2011.
- Antonin Artaud dans la guerre. De Verdun à Hitler : l'hygiène mentale, Paris, Blusson, 2013.
- Vincent Van Gogh Antonin Artaud Ciné-roman ciné-peinture, Paris, Blusson, 2014.
- Bacon, Artaud, Vinci. Une blessure magnifique, Paris, Blusson, 2019.

### Entretiens avec l'auteur
- Antonin Artaud, résistance, mené par Catherine Lengellé-Talbot, Éditions Acte Presse, 1999.
- Antonin Artaud et le surréalisme. Le Bâteau des dadas. Entretien avec Florence de Mèredieu, mené par Wolfgang Pannek et Floriano Martins, 5 juin 2022
- Artaud. Guerre, Pouvoir et Psychiatrie. Entretien avec Florence de Mèredieu mené par Jean-Joseph Goux, mai 2015